# Поштар (фільм, 1994)
«Поштар» (італ. Il postino, англ. The Postman) (фільм)— драма 1994 року за романом Антоніо Скармети «Палке терпіння» (Ardiente paciencia). Режисери — Майкл Редфорд та Массімо Троїзі.

## Зміст
Влітку 1952 Маріо Рупполо, безробітний син рибалки, живе на острові який не так давно надав тимчасовий притулок великому чилійському поетові Пабло Неруді. Саме ця подія дозволила Маріо отримати роботу поштара, щоб доставляти кореспонденцію поетові. Більшість населення острова неосвічена, тому до сих пір не було потреби в такій професії. Ось так Маріо розпочинає свою роботу, кожного дня доставляючи листи поетові та захоплюючись кількістю жінок, які йому пишуть та як вони його обожнюють. День за днем Маріо все більше захоплюється поетом, навіть купив його книжку та попросив автограф. Неруда та поштар при зустрічах розмовляють про поезію, метафори. Часом двоє прогулюються узбережжям за довгими розмовами.
Одного дня, Маріо заходить в остерію та, побачивши красиву племінницю власниці Беатріче Руссо, яка там працює, закохується в неї. Наступного ранку Маріо прямує до будинку Неруди, намагаючись переконати поета допомогти йому завоювати серце дівчини. Ще на наступний день Неруда дарує поштару блокнот для написання власних віршів та супроводжує його в остерію, щоб на власні очі побачити Беатріче. В присутності дівчини та інших відвідувачів поет підписує блокнот Маріо, таким чином, демонстуючи їхню дружбу з поштарем.
В наступні дні Маріо розпочинає залицятися до Беатріче, використовуючи поезію Неруди. Тітка дівчини занепокоїна дивною поведінкою племінниці. Знайшовши вірш в речах дівчини, який колись Неруда присвятив своїй дружині під назвою «Оголена», донна Роза негайно йде до священика роз'яснити ситуацію, а потім прямує зі скандалом до поета, вимагаючи, щоб він змусив Маріо ніколи більше не наближатися до її племінниці. Того ж вечора Беатріче втікає, щоб зустрітися з Маріо і між ними спалахує пристрасть. Закохані вирішують одружитися та взяти за свідка Неруду, на що священик дуже неохоче погоджується, оскільки поет комуніст і про нього ходять погані чутки. Під час церемонії поет отримує лист з Чилі, в якому повідомляється, що наказ на ареш поета скасовано і він вільно може повернутися на батьківщину.
Наступного дня Маріо доставляє останню пошту поета і обоє прощаються. Того ж дня Маріо починає писати вірші одночасно допомагаючи в остерії. Минає час, Пабло Неруда подорожує по світі, отримуючи премії, а Маріо пильно слідкує зо його подорожами, сподіваючись, що одного дня він повернеться в Італію, щоб його відвідати.
Беатріче повідомляє, що чекає дитину і Маріо хоче назвати сина Пабліто, незважаючи на небажання дружини.
Маріо Рупполо бере активну участь в політичному житті, підтримуючи партію «Християнська Демократія».
Одного дня, він отримує лист, який на його розчарування написаний довіреною особою і в якому йдеться, про повернення деяких речей, які поет залишив під час перебування на острові.
Минуло 5 років: поет повертається на острів. Зайшовши в остерію він з дружиною бачить хлопчика, який грається і якого мати кличе Пабліто. Маріо на жаль вже немає. Він помер за кілька днів до народження сина під час комуністичної маніфестації.
Неруда прослуховує запис, який так і не отримав зі зверненням Маріо. Прогулюючись по узбережжі він згадує друга, життя якого, навіть не здогадуючись, він змінив, і можливо хоча б частково ця зміна була взаємною.

## У ролях
- Массімо Троїзі: Маріо Рупполо
- Філіпп Нуаре: Пабло Неруда
- Марія Ґрація Кучінотта: Беатріче Руссо
- Лінда Моретті: донна Роза
- Ренато Скарпа: Джіорджіо Серафіні
- Маріано Ріджілло: Ді Козімо
- Анна Бонаюто: Матильда
- Сімона Капарріні: Ельза Моранте

## Режисура
В основу фільму покладено роман чилійського письменника Антоніо Скармети «Палке терпіння»/ «Листоноша Неруди» (Ardiente Paciencia) 1986 року. Режисером фільму виступив Майкл Редфорд з допомогою Массімо Троізі, який через хворобу серця помер одразу після завершення зйомок.
Фільм знімали на двох островах Італії: Прочида та Саліна. Фільм вважається фільмом-заповідом відомого актора Массімо Троізі та був представлений на кінофестивалі у Венеції 1 вересня 1994 року, а з 22 вересня вийшов на екрани у кінотеатрах Італії. Критики позитивно відгукнулися на цей фільм.

### Історія фільму
Події фільму розгортаються у 1957 році (з часу вигнання Пабло Неруди на острів до його від'їзду) на маленькому італійському острові, населення якого складають переважно неписьменні рибалки. Історія фільму — це адаптація роману Скармети з деякими змінами.
Головним героєм є поштар Маріо Рупполо, яки протягом фільму заводить міцну дружбу з чилійським поетом Пабло Нерудою.

### Касові збори
За кілька тижнів показу фільм зібрав майже 22 млн доларів, що на десять більше ніж свого часу зібрав Новий кінотеатр «Парадізо» Джузеппе Торнаторе. Загалом світові касові збори склали 80 млн доларів, встановивши новий рекорд зборів за італійський фільм у світі.

### Номінації
У 1996 фільм був висунутий на 5 номінацій Оскар: найкращий фільм, найкраща чоловіча роль, найкраща режисура, найкращий сценарій-адаптація та найкраща музика. Проте, переміг лише у номінації найкраща музика до фільму.
Все ж фільм отримав багато інших нагород: BAFTA найкращий режисер та BAFTA найкраща музика; Critics' Choice Movie Award найкращий іноземний фільм; David di Donatello найкращий монтаж; Nastro d'Argento найкраща музика .